# Leslie Godfree
Leslie Allison Godfree (27 de abril de 1885 – 17 de noviembre de 1971) fue un tenista británico que tuvo especial éxito en dobles y dobles mixtos.

## Biografía
Educado en Brighton College, Godfree jugó en el Wimbledon Championships desde 1920 hasta 1930. Aunque en individuales fue eliminado en la primera o segunda ronda cada año, ganó el título de dobles junto a Randolph Lycett en 1923. En enero de 1926, se casó con Kathleen McKane, campeona individual de Wimbledon en dos ocasiones. Ese mismo año, la pareja recién casada ganó el título de dobles mixtos en Wimbledon, siendo la única pareja casada en ganar este campeonato. Leslie ya había llegado a la final de dobles mixtos dos años antes, en 1924, donde fue vencido por su futura esposa Kitty, y la pareja volvería a competir en 1927.
Aparte de Wimbledon, los Godfree jugaron en el Campeonato de Francia en 1926, donde llegaron a las semifinales en dobles mixtos. En 1930, Godfree participó en el Abierto de Estados Unidos, donde llegó a los cuartos de final en dobles mixtos, esta vez junto a Mercedes Malowe.
También fue miembro del equipo británico de la Copa Davis desde 1923 hasta 1927 y compitió en los Juegos Olímpicos de 1924 en París.

## Finales de Grand Slam

### Dobles (1 título)
| Resultado | Año  | Campeonato | Superficie | Compañero       | Oponentes                       | Marcador           |
| --------- | ---- | ---------- | ---------- | --------------- | ------------------------------- | ------------------ |
| Victoria  | 1923 | Wimbledon  | Césped     | Randolph Lycett | Manuel de Gomar Eduardo Flaquer | 6–3, 6–4, 3–6, 6–3 |

### Dobles mixtos: (1 título, 2 subcampeonatos)
| Resultado | Año  | Campeonato | Superficie | Compañero               | Oponentes                         | Marcador      |
| --------- | ---- | ---------- | ---------- | ----------------------- | --------------------------------- | ------------- |
| Derrota   | 1924 | Wimbledon  | Césped     | Dorothy Shepherd-Barron | Kitty McKane John Gilbert         | 3–6, 6–3, 3–6 |
| Victoria  | 1926 | Wimbledon  | Césped     | Kitty Godfree           | Mary Kendall Browne Howard Kinsey | 6–3, 6–4      |
| Derrota   | 1927 | Wimbledon  | Césped     | Kitty Godfree           | Elizabeth Ryan Frank Hunter       | 6–8, 0–6      |